# Guelph
 For alternative betydninger, se Guelph (flertydig). (Se også artikler, som begynder med Guelph)
Guelph er en by i den sydvestlige del af provinsen Ontario i Canada. Byen har 143.740 (2021) indbyggere. Den blev grundlagt den 23. april 1827 .